# Gregor von Scherr
Pour les articles homonymes, voir Scherr.

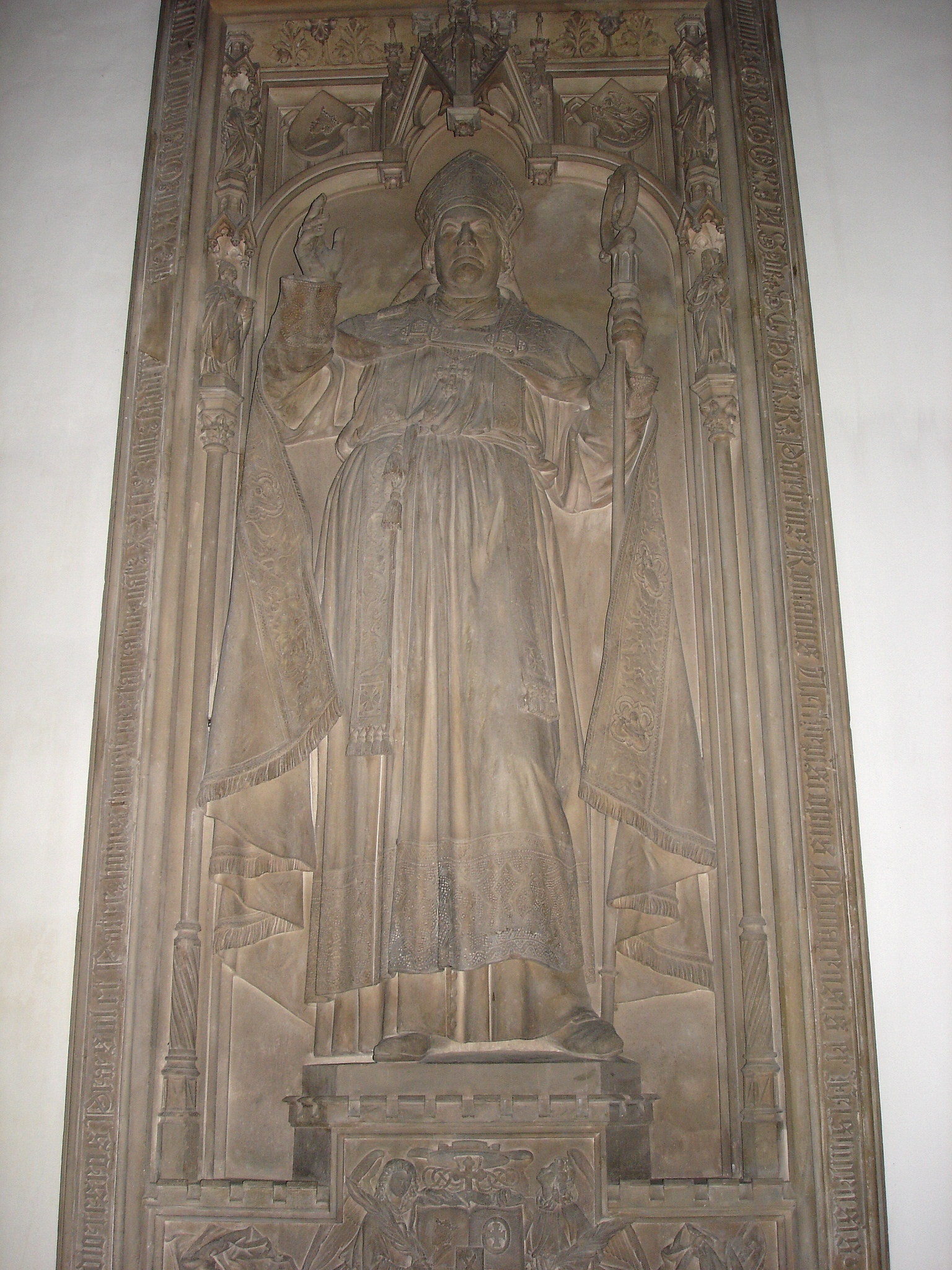
Tombe de Gregor von Scherr.

Gregor Scherr, après 1856 von Scherr, OSB, né Leonhard Andreas Scherr le 22 juin 1804 à Neunburg vorm Wald et mort le 24 octobre 1877 à Munich, est un bénédictin allemand qui fut abbé de l'abbaye de Metten (1840-1856), puis archevêque de Munich et Freising de 1856 à sa mort.

## Biographie
Leonhard Andreas Scherr est l'aîné de l'aubergiste Wolfgang Scherr et de son épouse Barbara, née Pösl. Ses parents sont propriétaires de l'auberge « Zum Rössl » à Aign dans un faubourg de Neunburg. Il y grandit avec ses trois sœurs cadettes et fréquente l'école locale. En 1815, il part étudier à Amberg au Progymnasium, mais des ennuis de santé nécessitent un changement d'école et il part étudier au lycée de Ratisbonne en 1819, puis au lycée de Passau en 1823 où il passe son Abitur en 1825.
Il entre à l'automne 1825 à l'Université de Landshut, passer deux semestres de philosophie, pour étudier ensuite la théologie. Il ne l'étudie pas à Munich mais à Ratisbonne pendant six semestres, où il est membre de la corporation étudiante Palatia München. En mai 1828, il entre au grand séminaire de Ratisbonne. Les figures formatrices de ces années sont pour lui Johann Michael Sailer, que Scherr admire et qui lui confère les ordres mineurs, et l'évêque auxiliaire, Georg Michael Wittmann, qui l'ordonne prêtre, le 4 août 1829. Il est ensuite nommé vicaire à Rimbach jusqu'en 1832.
Fin octobre 1832, Scherr entre au prieuré bénédictin de Metten qui venait d'être refondé en 1830. Le 29 décembre 1833, il prononce ses vœux en tant que moine bénédictin et reçoit le nom de Grégoire (Gregor en allemand), d'après le pape Grégoire XVI ; l'ordre s'implique alors dans la construction d'autres monastères bénédictins en Bavière et jouit du soutien du roi Louis Ier. En 1838, Scherr est associé à la refondation de l'abbaye de Scheyern, en tant que prieur provisoire, et il y sert brièvement. Le 29 octobre 1838, il est élu prieur de Metten. Lorsque le monastère est de nouveau élevé au rang d'abbaye par Louis Ier en mai 1840, Scherr en est nommé abbé. Sa nomination canonique a lieu le 5 juin 1840 par l'évêque de Ratisbonne, Franz Xaver Schwäbl. Scherr occupe cette charge jusqu'en 1856. Il est proche des idées de son ami, Valentin Riedel, dans le renouveau de l'art sacré et de la musique liturgique.  
L'évêque d'Augsbourg, Peter von Richarz, meurt en juillet 1855 ; Scherr est proposé pour lui succéder, mais le roi Maximilien II rejette cette candidature pour une prétendue formation théologique insuffisante. Michael von Deinlein est nommé à Augsbourg et finalement la candidature de Scherr est envisagée pour le siège de Munich, car le gouvernement voulait en écarter Karl August von Reisach, jugé trop ultramontain. Rome accepte à condition qu'il soit transféré à la curie et il est nommé cardinal. Il démissionne de Munich le 19 juin 1856.. La voie est donc libre pour Scherr. Il est consacré évêque le 3 août 1856 à Saint-Boniface de Munich des mains du nonce apostolique Antonino Saverio De Luca, assisté de l'évêque de Passau, Heinrich von Hofstätter, et l'évêque de Ratisbonne,  Valentin Riedel. Après avoir prêté serment devant le roi Maximilien II le 24 août 1856, il est intronisé le 28 août suivant à la cathédrale Notre-Dame de Munich.
Gregor von Scherr prend part au concile Vatican I où il s'oppose à l'infaillibilité pontificale ; mais après sa proclamation obéit à Rome. Ses dernières années sont assombries par la rébellion schismatique de l'Église vieille-catholique, essayant en vain de ramener à l'Église Ignaz von Döllinger qu'il excommunie et il voit gronder la persécution du Kulturkampf.

## Succession apostolique
Gregor von Scherr a ordonné les évêques suivants :
- Évêque Pankratius von Dinkel (1858)
- Évêque Konrad Reither (de) (1870)
- Évêque Bonifaz von Haneberg, O.S.B. (1872)
- Archevêque Friedrich von Schreiber (1875)
- Évêque Josef Franz von Weckert (de) (1876)

## Distinctions
- Croix de chevalier de l'Ordre du Mérite de la Couronne de Bavière (1856)
- Croix de commandeur de l'Ordre de Saint Michel (1857)
- Grand-croix de l'Ordre royal de François Ier (royaume de Sicile, 1859)
- Grand-croix de Ordre de Saint Michel (1867)
- Grand-croix de commandeur de l'Ordre du Mérite de la Couronne de Bavière (1868)
- La Realschule de Neunburg vorm Wald  poorte son nom depuis 1982 (Gregor-von-Scherr-Schule).